# Karl-Heinz Bauersfeld
Karl-Heinz Bauersfeld (* 2. August 1927 in Loitz; † 31. August 2016) war ein deutscher Sportwissenschaftler, Hochschullehrer und Wurftrainer in der Leichtathletik.

## Leben
Bauersfeld studierte an der Deutschen Hochschule für Körperkultur (DHfK) in Leipzig, in seiner 1952 angenommenen Diplomarbeit beschäftigte er sich mit dem Thema „Über die Lehrweise der Leichtathletik bei Jugendlichen“. Er gehörte zu den ersten Absolventen der DHfK und hatte nach dem ersten Studienjahr ein Wilhelm-Pieck-Stipendium erhalten.
Er war von 1974 bis 1985 Professor für Theorie und Methodik der Leichtathletik an der Deutschen Hochschule für Körperkultur, ab 1986 dann an derselben Einrichtung Professor für Theorie und Methodik des Trainings. 1984 wurde ihm die Auszeichnung „Verdienter Hochschullehrer der DDR“ verliehen. Von 1977 bis 1990 war er zudem Prorektor für Wissenschaftsentwicklung. Er hatte letztere beiden Ämter bis zur Auflösung der DHfK im Jahr 1990 nach der Wiedervereinigung inne.
Von 1990 bis 1996 war Bauersfeld Vorsitzender des Vereins SC DHfK Leipzig sowie von 1990 bis 1992 Vizepräsident des Landessportbundes Sachsen. Ihm wird zugeschrieben, den „Erhalt und die Neuausrichtung“ des SC DHfK nach der Wende maßgeblich mitgestaltet zu haben. Nach seiner Amtszeit als Vorsitzender wurde er Ehrenpräsident des Vereins.
Als Trainer betreute er Sportler in den Leichtathletikdisziplinen Kugelstoßen, Diskuswurf, Speerwurf und Hammerwurf und führte diese teils zu Medaillenerfolgen bei internationalen Wettkämpfen wie Olympischen Spielen. Er trainierte neben anderen Johanna Lüttge, Margitta Gummel, Doris Müller-Lorenz, Irene Schuch-Grieser, Ingrid Lotz-Eichmann, Karin Illgen, Marion Gräfe-Lüttge, Manfred Grieser, Klaus Frost, Manfred Losch und Martin Lotz.
Gummel gewann 1968 unter seiner Leitung die Goldmedaille im Kugelstoßen bei den Spielen in Mexiko. Sie war dabei vermutlich die erste Spitzenathletin, die mit Anabolika gedopt wurde. Von Bauersfeld stammt auch der erste und positive Ergebnisbericht zum Anabolikadoping.
1979 veröffentlichte Bauersfeld als Leiter eines Autorenkollektivs das Lehrbuch „Grundlagen der Leichtathletik“, welches später in weiteren Auflagen erschien und als Standardwerk der Leichtathletiklehre gilt.